# Gerrit Moll

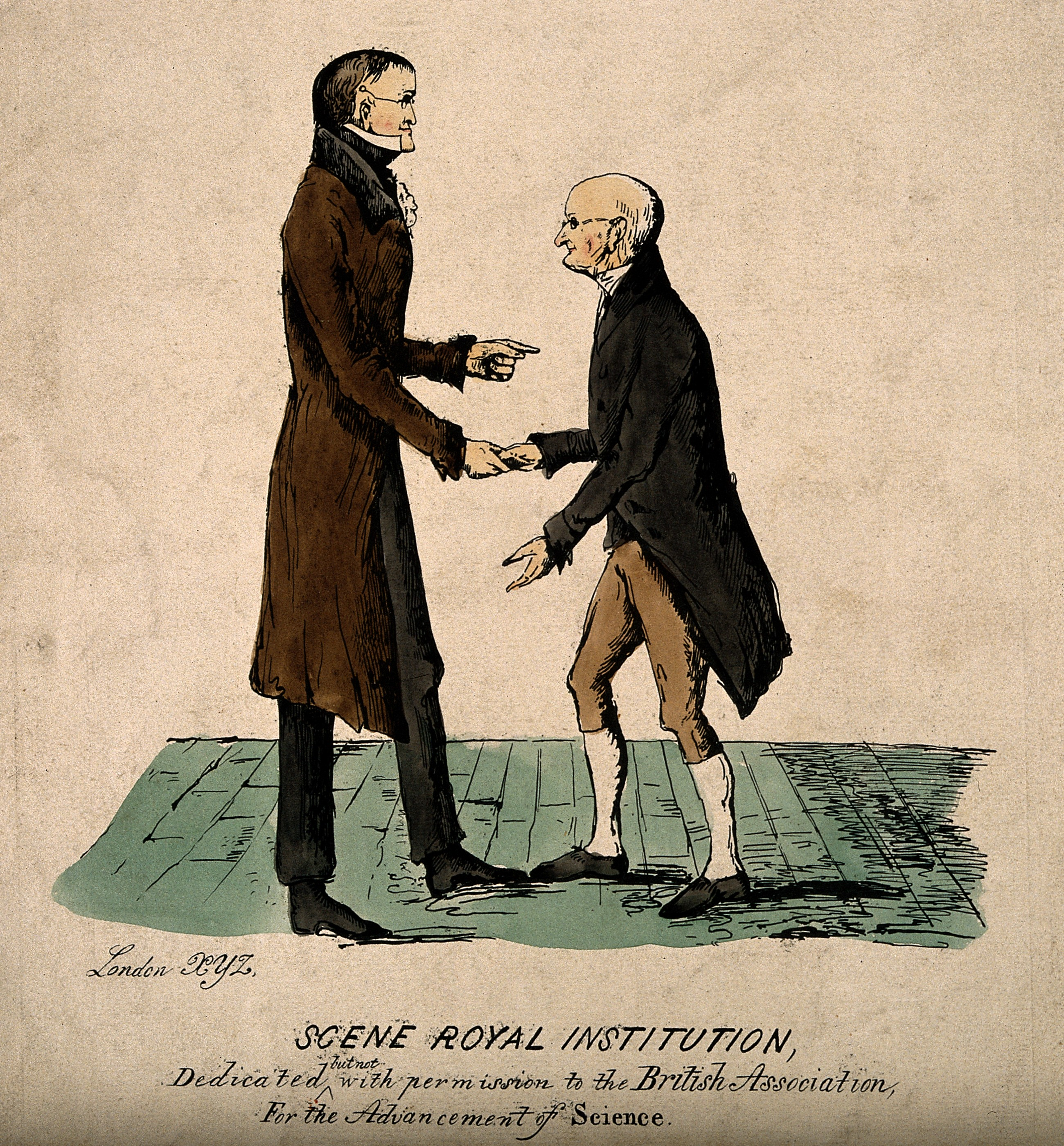
Crichton: John Dalton bedankt Gerrit Moll voor zijn verdediging van de Britse wetenschap, 1834. Ingekleurde ets.

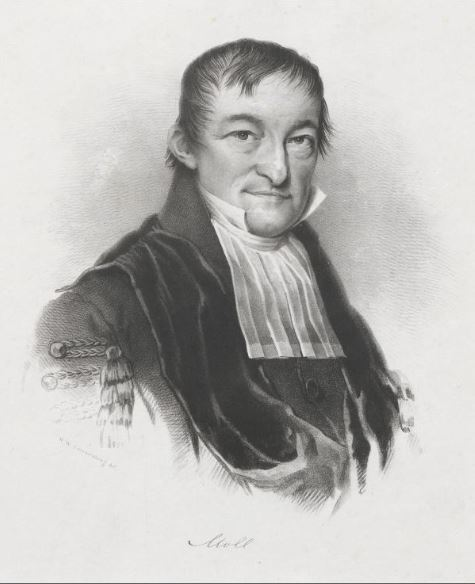
Gerard (Gerrit) Moll

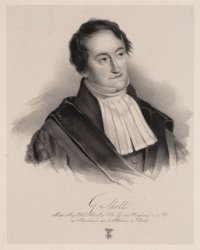
Gerard (Gerrit) Moll

Gerard (Gerrit) Moll (Amsterdam, 18 januari 1785 - Amsterdam, 17 januari 1838) was een Nederlands wis-, natuur- en sterrenkundige en hoogleraar en rector magnificus aan de Universiteit Utrecht. Hij mat de geluidssnelheid, deed vroege proeven met elektromagneten en publiceerde in vier talen.

## Leven en werk

### Jeugd en opleiding
Gerrit Moll werd in Amsterdam geboren als zoon van de koopman Gerard (Gerrit) Moll en de dichteres Anna Diersen, bekend van haar gedicht over de Slag bij de Doggersbank (1781). Gerrit was door zijn vader voorbestemd voor de handel. Daarom leerde hij Engels, Frans en Duits en liep hij in Duitsland stage bij een handelshuis. De jonge Moll gaf evenwel de voorkeur aan wiskunde en klassieke talen en in 1801 deed hij sterrenkundige waarnemingen met zijn leermeester Jan Frederik Keijser, die hem meetkunde, algebra (stelkunde) en sterrenkunde bijbracht. Tijdens een handelsreis naar Londen kocht Moll daar in 1804 in de werkplaats van Edward Troughton een tienduims sextant, mogelijk Molls eerste meetinstrument. Om Gerrit te beschermen tegen de Franse conscriptie (dienstplicht) schreef zijn vader hem in bij het Athenaeum in Amsterdam. Docent Jan Hendrik van Swinden overtuigde vader Moll dat de getalenteerde Gerrit zich geheel aan de studie moest wijden in plaats van de handel. Andere hoogleraren van Moll aan het Athenaeum waren Hendrik Constantijn Cras (1739-1820, rechten) en David Jacob van Lennep (1774-1853) (Grieks, Latijn, geschiedenis, welsprekendheid en oudheden). In 1806 vroeg de Utrechtse hoogleraar wis- en natuurkunde Jan Frederik van Beeck Calkoen Moll om met hem en Keyser samen te werken aan de nauwkeurige bepaling van de afstand in geografische lengte tussen Amsterdam en Utrecht, waarvoor vuurseinen op de kerktoren van Loenen aan de Vecht werden afgestoken. In juni 1809 haalde Moll zijn kandidaatsexamen in de wijsbegeerte (waar de natuurwetenschappen toen onder vielen) aan de Universiteit Leiden. In juni 1810 vertrok Moll naar Parijs om te studeren bij de wis- en sterrenkundige Delambre.

### Loopbaan

#### Hoogleraar in Utrecht
Na het overlijden van van Beeck Calkoen in 1811 kwam Moll in aanmerking als opvolger, maar het was onduidelijk of deze vacature vervuld zou worden omdat de Franse bezetter de universiteit Utrecht in 1810 tot école secondaire (middelbaar school) gedegradeerd had. In de tussentijd werd hij met steun van van Swinden en Delambre benoemd tot Directeur van de sterrenwacht. Op 20 oktober 1812 werd Moll aangesteld als gewoon hoogleraar Wiskunde en sterrenkunde in de Philosophische faculteit aan de Universiteit Utrecht en op 11 december 1812 hield hij zijn oratie. In 1815 werd de Universiteit Utrecht hersteld en nam Moll de colleges natuurkunde van de emeritus hoogleraar Johannes Theodorus Rossijn over: hij werd gewoon hoogleraar Natuurkunde van 6 november 1815 tot zijn overlijden in 1838. Op 28 oktober 1815 had hij een eredoctoraat verkregen in de filosofie van professor Rossijn. Van 1818 tot 1819 was hij rector magnificus van de Universiteit Utrecht. In 1826 stelde de stad Utrecht f 10.000 ter beschikking van Molls onderzoek als dank dat hij het aanbod van een leerstoel aan de Universiteit Leiden had afgeslagen.
Bij Moll promoveerden Richard van Rees (Rijk van Rees, 1797 - 1875, in 1819), Willem Wenckebach (1803 - 1847, in 1830) en Alexander Karel Willem Suerman (1809 - 1840, in 1835). Gerardus Johannes Mulder (1802-1880) was een van zijn studenten. Met Pieter Johannes Uylenbroek was hij promotor van de Leidse astronoom Frederik Kaiser.
Moll was bevriend met de Britse onderzoekers Michael Faraday en Humphry Davy en mengde zich in 1831 met een pamflet On the alleged Decline of Science in England, by a Foreigner (vertaling: Over de vermeende achteruitgang van de natuurwetenschap in Engeland, door een buitenlander) in het debat over de professionalisering van de exacte wetenschap, dat begonnen was door William Whewell. Moll verdedigde de Britse traditie, waarin amateurs konden bijdragen aan wetenschap.

#### Onderzoek
De eerste jaren van zijn hoogleraarschap reorganiseerde Moll de sterrenwacht en deed hij vooral sterrenkundig onderzoek.
Later experimenteerde hij met elektriciteit en elektromagnetisme: na proeven in 1826 door de Engelsman William Sturgeon liet Moll grote hoefijzervormige elektromagneten met koperen windingen construeren, waarmee hij de toepasbaarheid van het effect van Ørsted uit 1815 aantoonde. Dit onderzoek leidde tot publicaties in Franse en Engelse vakbladen. (Later zou Sibrandus Stratingh het eerste elektrisch aangedreven voertuig maken.)
Bij het Natuurkundig Gezelschap te Utrecht stimuleerde hij de toepassing van bliksemafleiders en liet hun werking zien met zogenaamde donderhuisjes, die gekoppeld werden aan een elektriseermachine.
Moll slaagde er in 1823 met de Utrechtse suikerhandelaar A. van Beek in, om met instrumenten van het Natuurkundig Gezelschap te Utrecht Franse metingen van de geluidssnelheid te verbeteren, die door het Bureau des longitudes te Parijs met beroemdheden als Arago, Gay Lussac en Humboldt waren uitgevoerd. De meting werd in de buitenlucht verricht met kanonnen van het leger op de Amersfoortse Berg (heuvel de Zeven Boompjes) in Amersfoort en op de Kooltjesberg bij Naarden, waarbij de tussentijden tussen flits en knal werden gemeten. Het resultaat van Moll en van Beek (332,05 meter per seconde) week maar weinig af van moderne metingen. Dit experiment is succesvol herhaald door het televisieprogramma Jekels Jacht, gepresenteerd door Diederik Jekel en uitgezonden door de NTR.
In diverse staatscommissies bracht Moll zijn kennis in: de bepaling van de beste rivierafleidingen (1821-1825, rapport 1827), betere zeekaarten en examen van zeeofficieren (1826) en onderzoek naar de getijden aan de kusten (1835). Op verzoek van de Britse overheid hielp hij in 1835 William Whewell en John Lubbock met het meten van de getijden aan de Nederlandse kust.

#### Eerbewijzen en lidmaatschappen
Verdere eredoctoraten kreeg Moll van de universiteiten van Edinburgh en Dublin. Hij was lid van de Koninklijke Nederlandse Akademie van Wetenschappen (vanaf 1815), de Maatschappij der Nederlandse Letterkunde, de Koninklijke Hollandsche Maatschappij der Wetenschappen (vanaf 1817), de Académie royale des sciences, des lettres et des beaux-arts de Belgique (vanaf 1828) en het Natuurkundig Gezelschap te Utrecht.

### Overlijden
Op 17 januari 1838 overleed Moll aan buiktyfus (zinkingkoorts) in Amsterdam.

### Collectie

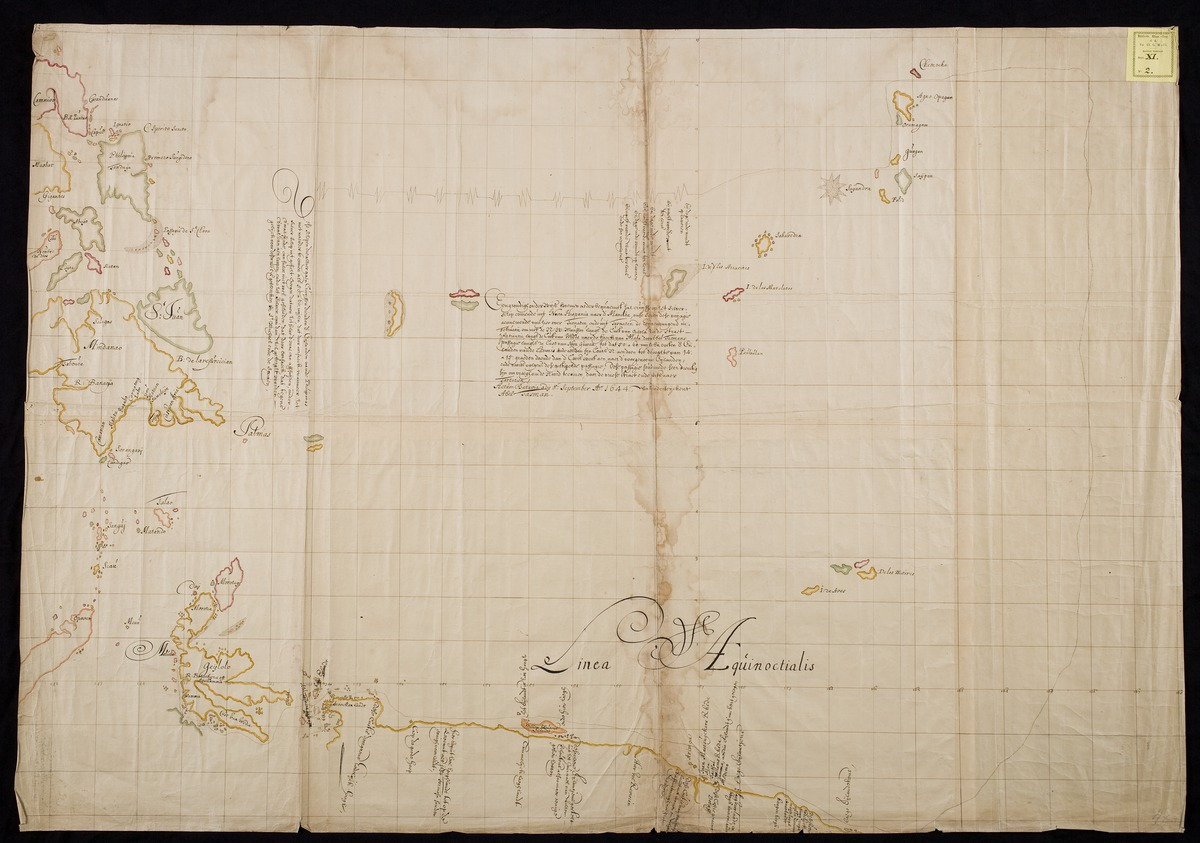
Met de hand getekende landkaart van Abel Tasman (?), 1644

Moll legde een verzameling van ongeveer 1500 landkaarten (soms in handschrift zoals van Abel Tasman), technische tekeningen en andere documenten (ruim 1000 titels) uit de jaren 1495-1837 aan, die in 1838 (na zijn dood?) en 1864 aan de Universiteitsbibliotheek Utrecht geschonken werd.
- Biografisch Portaal: 31810935
- Digitale Bibliotheek voor de Nederlandse Letteren: moll014
- Gemeinsame Normdatei: 117121118
- International Standard Name Identifier: 0000 0000 8239 5683
- Library of Congress Control Number: nr99018689
- Mathematics Genealogy Project: 110949
- Nederlandse Thesaurus van Auteursnamen: 070205116
- RKD-Nederlands Instituut voor Kunstgeschiedenis: 423461
- Système universitaire de documentation: 249883783
- Trove: 1236419
- Virtual International Authority File: 317159583
- WorldCat: E39PBJrKRbbjw8yybw8pgjrpfq